# 備前一宮駅
備前一宮駅（びぜんいちのみやえき）は、岡山県岡山市北区一宮にある、西日本旅客鉄道（JR西日本）吉備線（桃太郎線）の駅である。駅番号はJR-U04。
駅名は、備前国の一宮である吉備津彦神社に由来している。

## 歴史

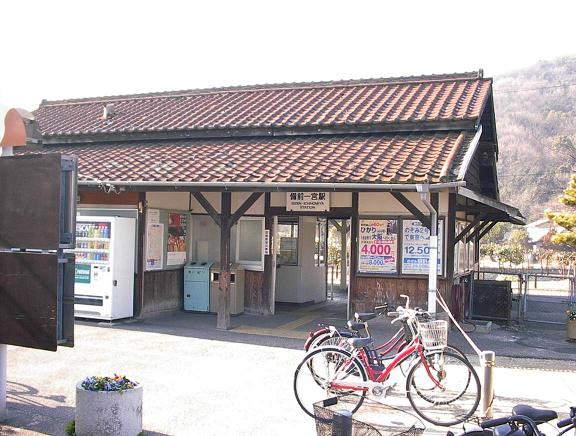
2008年10月まで使用された初代駅舎（2003年2月）

- 1904年（明治37年）11月15日：中国鉄道吉備線開通時に一ノ宮駅（いちのみやえき）として開設[1]。
- 時期不明：一宮駅に改称。
- 1916年（大正5年）2月1日：備前一宮駅（びぜんいちのみやえき）に改称[1]。
- 1944年（昭和19年）6月1日：中国鉄道鉄道部門が国有化、国鉄吉備線の駅となる[1]。
- 1962年（昭和37年）3月1日：貨物取扱廃止[1]。
- 1971年（昭和46年）11月1日：荷物扱い廃止[2]、簡易委託駅化[3]。
- 1987年（昭和62年）4月1日：国鉄分割民営化に伴い、JR西日本の駅となる[1]。
- 1989年（平成元年）3月1日：業務委託駅化。
- 2004年（平成16年）4月1日：無人駅化。
- 2007年（平成19年）9月1日：ICカード「ICOCA」の利用が可能となる。
- 2008年（平成20年）
  - 10月29日：初代木造駅舎解体[4]。
  - 12月：2代目駅舎使用開始[4]。

## 駅構造
総社方面に向かって右側に単式ホーム1面1線を有する地上駅（停留所）。以前は交換設備（行き違い設備）があったが撤去されている。よって、総社方面行・岡山方面行双方が同一ホームに発着している。なおホームには駅南側の「吉備の中山」にある石舟古墳から運ばれた石棺の蓋が置かれている。
岡山駅管理の無人駅。ICOCA利用可能駅であり、ICOCAの相互利用対象であるPiTaPa（スルッとKANSAI協議会）も利用可能。2008年（平成20年）に初代駅舎を解体し、新駅舎が竣工された。

## 利用状況
近年の1日平均乗車人員の推移は以下の通り。
| 乗車人員推移 | 乗車人員推移 |
| 年度         | 1日平均人数  |
| ------------ | ------------ |
| 1999         | 937          |
| 2000         | 929          |
| 2001         | 937          |
| 2002         | 922          |
| 2003         | 966          |
| 2004         | 661          |
| 2005         | 652          |
| 2006         | 638          |
| 2007         | 801          |
| 2008         | 825          |
| 2009         | 820          |
| 2010         | 830          |
| 2011         | 821          |
| 2012         | 817          |
| 2013         | 842          |
| 2014         | 875          |
| 2015         | 916          |
| 2016         | 953          |
| 2017         | 987          |
| 2018         | 1,005        |
| 2019         | 1,026        |
| 2020         | 853          |
| 2021         | 802          |

## その他
- ICOCAの使用履歴について、当駅は「備一宮」と表記されている。
- 隣接する備前一宮駅前自転車等駐車場は、当駅が最寄駅となる岡山県立岡山一宮高等学校生徒や、ベッドタウンである一宮地域から岡山市、総社市、倉敷市等の各地域の学校、職場に向かう人が主な利用者である。駐輪場管理は外部委託されており、係員が在中している。そのため、無人駐輪場しかない備前三門駅が最寄駅である、関西高等学校等の一部生徒も利用する。

## 隣の駅
西日本旅客鉄道（JR西日本）
 桃太郎線（吉備線）
大安寺駅 (JR-U03) - 備前一宮駅 (JR-U04) - 吉備津駅 (JR-U05)